# Фратте-Роза
Фратте-Роза (итал. Fratte Rosa) — коммуна в Италии, располагается в регионе Марке, в провинции Пезаро-э-Урбино.
Население составляет 1008 человек (2008 г.), плотность населения составляет 65 чел./км². Занимает площадь 16 км². Почтовый индекс — 61040. Телефонный код — 0721.
Покровителем коммуны почитается святой Архангел Михаил, празднование 29 сентября.

## Демография
Динамика населения:

## Администрация коммуны
- Официальный сайт: http://www.comune.fratte-rosa.pu.it/